# استوکدیل (تگزاس)
استوکدیل، تگزاس (به انگلیسی: Stockdale, Texas) یک شهر در ایالات متحده آمریکا با جمعیت ۱٬۳۹۸ نفر است که در تگزاس واقع شده‌است.

## موقعیت جغرافیایی
موقعیت جغرافیایی شهرها و مناطق اطراف به شرح زیر است: